# The Code (песня Nemo)
«The Code» — песня швейцарского певца Nemo, выпущенная 29 февраля 2024 года на лейбле Better Now Records. Nemo описал её как песню, в которой подробно описывается его опыт смирения со своей небинарной идентичностью. Он представлял Швейцарию на конкурсе песни «Евровидение-2024», в котором он победил, набрав 591 балл. Песня стала первой победой страны с 1988 года и первой победой песни, которую исполнил небинарный человек.

## История
Песня «The Code» была написана Бенджамином Аласу, Лассе Мидцианом Ниманном, Линдой Дейл и Немо Меттлер. BBC описали песню как «drum and bass EDM-оперу» и сказали, что припев был вдохновлен оперой «Волшебная флейта» Вольфганга Амадея Моцарта. В своих заявлениях для прессы Nemo заявил, что песня рассказывает об осознании ним своей небинарной идентичности, добавив, что осознание своей небинарности дало им «свободу» и что, участвуя в конкурсе Евровидения, он может «выступить в защиту всего ЛГБТКВ+ сообщества». По словам Немо, когда он признал, что «не чувствует себя ни мужчиной, ни женщиной… мне пришлось сломать несколько кодов»; в песне упоминается бинарный код, который представляет собой бинарную классификацию полов. Меттлер также заявляет в песне, что он нашел свое «королевство», отказавшись соответствовать традиционным нормам гендерной классификации и придерживаться только одного музыкального стиля.

## Музыкальное видео и продвижение
Музыкальное видео было выпущено 29 февраля 2024, в тот же день, когда вышла песня. Для дальнейшего продвижения песни Nemo подтвердил свое намерение участвовать в различных предварительных вечеринках «Евровидения» в течение марта и апреля, включая Pre-Party ES 2024 30 марта, Eurovision in Concert 2024 13 апреля и Nordic Eurovision Party 2024 14 апреля. Он также исполнял песню до конкурса, в том числе на швейцарском телешоу MusicStar — Die Revival-Show 31 марта и на выступлении в посольстве Швеции в Берне в честь 50-летия победы группы ABBA на конкурсе песни «Евровидение-1974».

## Отзывы и критика
Песня «The Code» получила относительно высокую оценку. В обзоре Wiwibloggs, содержащем несколько отзывов от нескольких критиков, песня получила оценку 8,83 из 10 баллов, победив в ежегодном рейтинге сайта за тот год. Обозреватель ESC Beat Дорон Лахав поставил песню на восьмое место из 37 участников конкурса «Евровидение 2024», похвалив вокальные способности Меттлер, но признав, что тема песни и слияние музыкальных стилей «могут быть слишком сложными для восприятия». Глен Уэлдон, писатель Национального общественного радио (NPR), назвал песню фаворитом на победу в конкурсе, похвалив смешение нескольких стилей в песне и заявив, что у нее «все признаки шоустоппера». В отличие от этого, Джон О’Брайен, автор Vulture, поставил песню на 22-е место из 37 композиций, заявив, что, хотя в песне есть «замечательный посыл о свободе, самоидентификации и принятии», он считает, что «она теряется в резкой смеси драм-н-бейса, поп-оперы, европейского рэпа и „Величайшего шоумена“, которая может заставить вас потянуться за ибупрофеном».
В месяцы, предшествующие конкурсу «Евровидение-2024», песня «The Code» считалась одним из фаворитов на победу в конкурсе по коэффициентам букмекерских ставок. Через несколько часов после выхода песни она заняла 10-е место в первом списке коэффициентов, опубликованном после выхода «The Code». К 10 марта она поднялась на четвертое место, уступив итальянке Анджелине Манго в борьбе за третье место. В начале апреля, сразу после исполнения песни Nemo на Pre-Party ES 2024, он поднялись на первое место, став фаворитом конкурса с коэффициентом 7 к 2. До начала репетиций у «The Code» также было 93 % шансов пройти во второй полуфинал. Став фаворитом, Nemo заявил Aussievision, что он «не слишком на них ориентируется».

## Конкурс песни «Евровидение-2024»
Конкурс песни «Евровидение-2024» проходил в Мальмё Арене в Мальмё, Швеция, и состоял из двух полуфиналов, состоявшихся 7 и 9 мая соответственно, и финала, который состоялся 11 мая 2024 года. Во время жеребьёвки 30 января 2024 года Швейцария была выбрана для участия во втором полуфинале, выступив в первой половине шоу. Выступление Немо было под номером 4 во втором полуфинале, который прошёл 9 мая, после выступления греческой певицы Марины Сатти с песней «Zari» и перед выступлением чешской певицы Aiko с песней «Pedestal».
За постановку выступления на «Евровидении» отвечал шведский хореограф Фредрик Бенке Ридман. Меттлер предстал перед зрителями в розово-белом меховом костюме c мини-юбкой. Во время номера Меттлер балансирует на небольшой округлой платформе-реквизите, которая то вращается, то наклоняется. Выступление «The Code» заняло четвертое место, получив 132 балла и обеспечив себе место в гранд-финале.
Немо повторил свое выступление в финале, который прошёл 11 мая. Выступление Швейцарии в финале было под номером 21 после выступления кипрской певицы Силии Капсис с песней «Liar» и перед выступлением словенской певицы Raiven с песней «Veronika». Выступление получило положительные отзывы. Музыкальный критик Daily Telegraph Нил Маккормик высоко оценил вокал Меттлер и его «дикую энергию» во время выступления, заявив, что, хотя текст песни показался ему необычным, его энергия «превратила [выступление] в нечто трансцендентное в своём нелепом виде». После объявления результатов Меттлер набрал 591 балл, из которых 365 баллов набрали члены жюри и 226 баллов — участники телеголосования. Этого оказалось достаточно, чтобы Меттлер одержал победу, получив на 44 балла больше, чем хорватский певец Baby Lasagna, который в итоге занял второе место с песней «Rim Tim Tagi Dim». Что касается первой, то ей было присуждено 22 комплекта из максимальных 12 баллов. Кроме того, один комплект из 12 баллов был получен в результате телеголосования, которое проводилось на Украине. В конечном итоге, победа песни «The Code» стала первой победой Швейцарии с 1988 года, а Меттлер стал первым небинарным артистом, победившим на конкурсе песни.